# HDSL
HDSL (англ. High-bit-rate Digital Subscriber Line — «высокоскоростная цифровая абонентская линия») — первая технология высокоскоростной передачи данных (ПД) по витой паре, использующая высокие частоты. Разработана в США в первой половине 1990-х годов как более высокоскоростная синхронная технология для организации каналов передачи не только данных, но и голоса, с использованием цифровых линий T1/E1.
HDSL обеспечивает скорость ПД 1,544 Мбит/с (T1) или 2 Мбит/с (E1), а более низкие скорости обслуживаются использованием 64 кбит/с каналов внутри T1/E1 пакета. Это обычно называется потоком T1/E1 и используется для предоставления низкоскоростных каналов пользователям. В таких случаях скорость канала будет полной (T1/E1), но абонент со своей стороны получит только ограниченную скорость 64 кбит/с (или более высокую, кратную 64 кбит/с).
Из-за необходимости обеспечения симметричной ПД максимальная скорость ПД поддерживается только на расстоянии не более 4,5 км при использовании одной или двух пар кабеля. При использовании регенераторов возможна ПД и на бо́льшие расстояния.
Данные кодируются методом 2B1Q (два бита (2В) в один из четырёх уровней напряжения (1Q)), используется дуплекс, а, следовательно, методы эхокомпенсации.